# Bavariabrücke

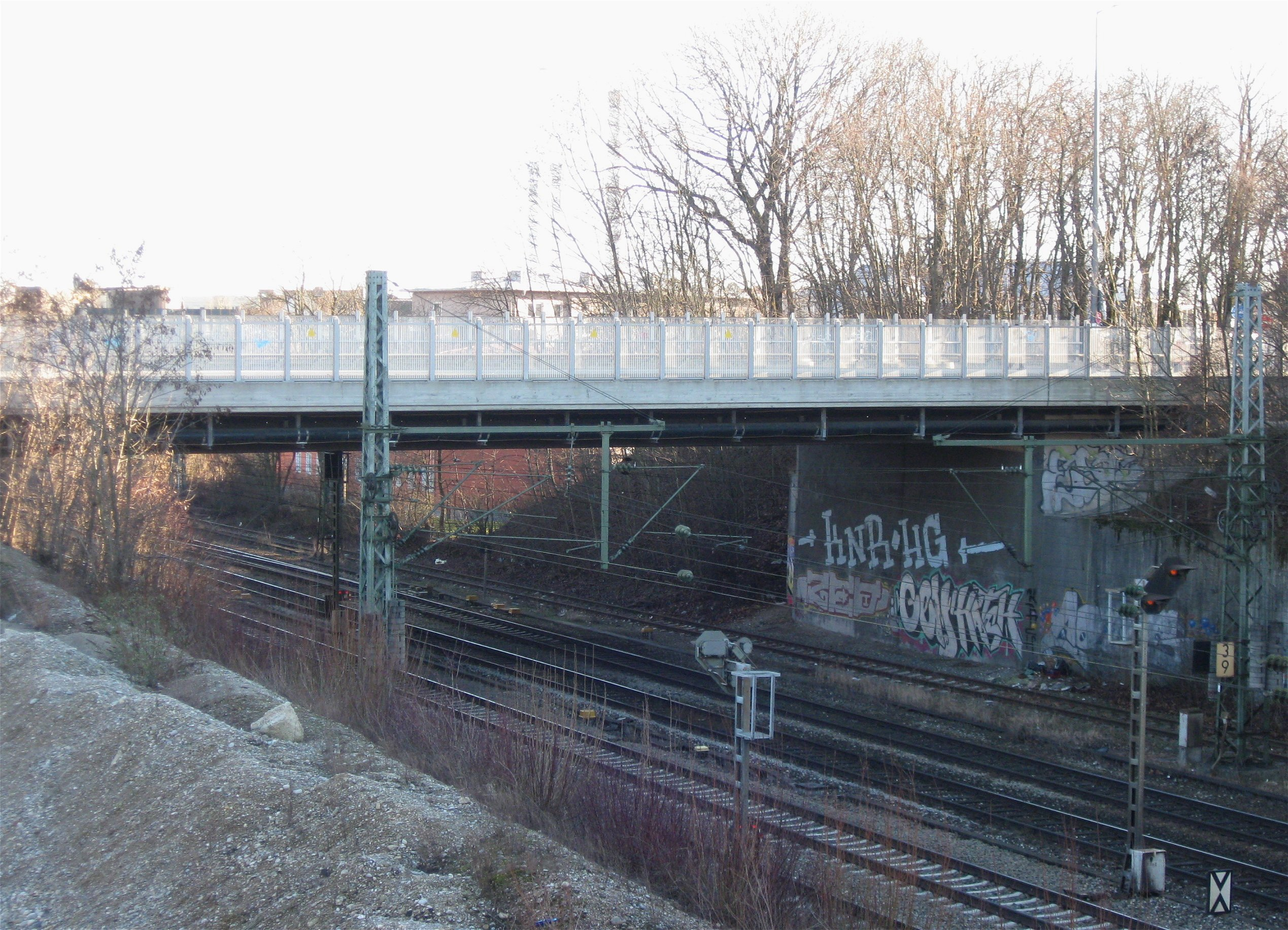

Die Bavariabrücke (auch: Lipowsky-Brücke; nach der früheren Benennung der Radlkoferstraße als Lipowskystraße) ist eine vierspurige (zuzüglich einer Auf-/Abfahrtsspur) Straßenbrücke in München. Sie liegt an der Schnittstelle der drei Stadtbezirke Ludwigsvorstadt-Isarvorstadt im Nordosten, Schwanthalerhöhe im Nordwesten und Sendling im Süden. Sie verläuft im Zuge der Radlkoferstraße/Theresienhöhe. Die Brücke quert die etwa sechs Meter tieferliegende Eisenbahntrasse der Bahnstrecken München–Rosenheim und München-Laim–München Süd und wurde 1964 errichtet. Namensgebend war vermutlich die rund 450 Meter nördlich gelegene Bavaria auf der Theresienhöhe. Auftraggeber zum Bau der Brücke war die Stadt München, der Unterhalt liegt beim Baureferat der Landeshauptstadt. Eine Vorgängerbrücke an gleicher Stelle wurde 1895 erbaut. Es handelte sich um eine Betonkonstruktion, bestehend aus einem Hauptbogen von knapp 20 Metern Weite sowie zwei seitlichen Entlastungsbögen mit je 7,30 Metern Lichtweite.